# Allianz Eurasia
Die Allianz Eurasia ist die größte russische Versicherungsgesellschaft mit Sitz in Moskau.
Anfang März 2007 teilte das deutsche Unternehmen Allianz Group mit, dass es die Mehrheit am Unternehmen erworben habe und knapp 97 Prozent am Unternehmen halte.
Der bisherige Anteilseigner Sistema-Konzern (Moskau) hat seinen 49,2-Prozent-Anteil verkauft.

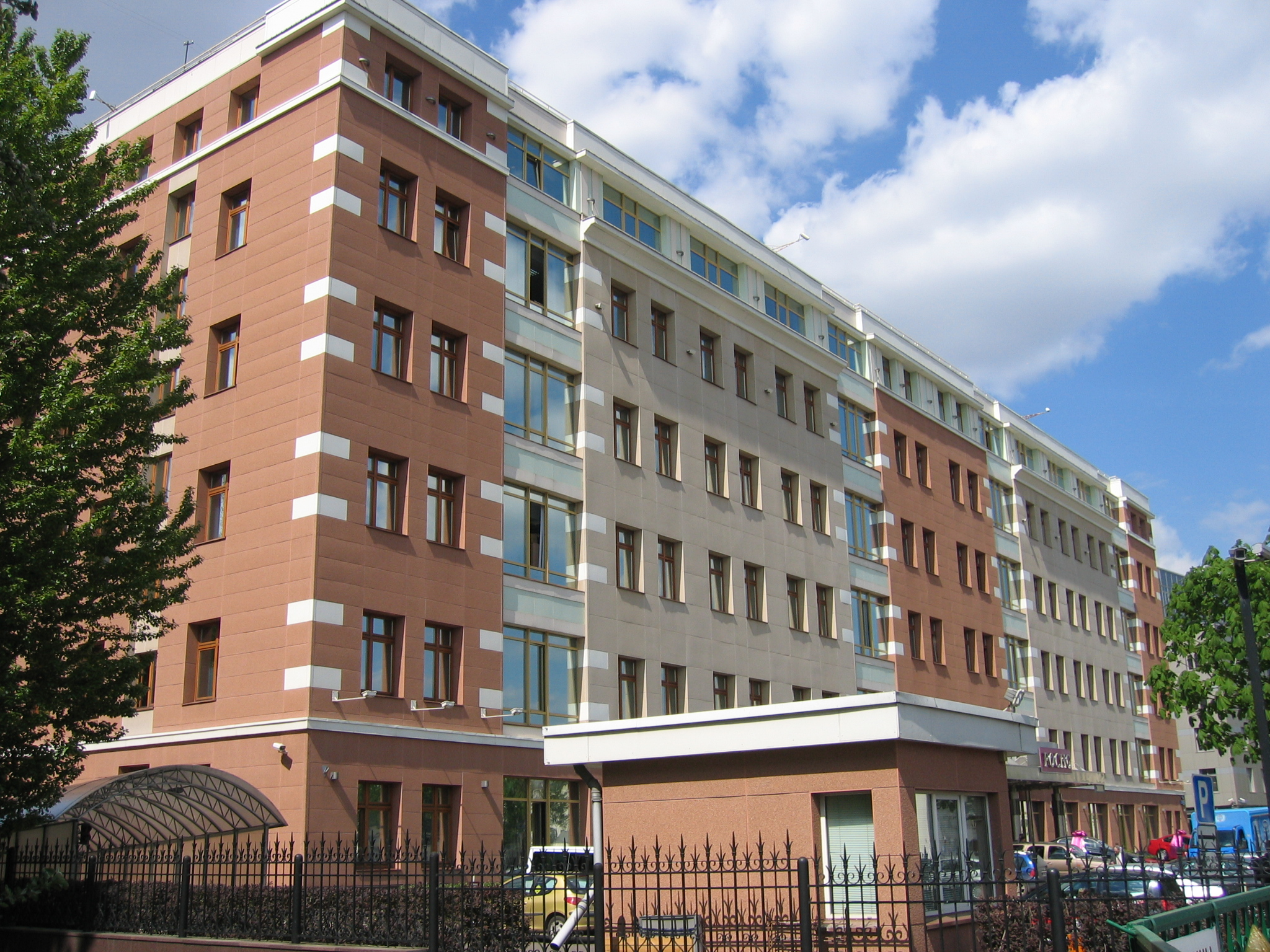
Die Moskauer ROSNO-Zentrale

## Anteilseigner
Die ROSNO Group ist ein Joint-Venture mit der Allianz Group aus München.
- 96,6 Prozent Allianz Group (München)
- 3,4 Prozent Streubesitz

## Unternehmensdaten
- Stammkapital 2006: 1.184 Millionen Rubel
- Eigenkapital 2006: 4.104 Millionen Rubel
- Versicherungswerte 2006: 13.003 Millionen Rubel

## Gesellschaften
ROSNO-MS
ist eine Versicherung für Medizinische Versicherungen. Sie wurde am 18. November 1994 gegründet.
ROSNO-Centre reinsurance company
ist eine Rückversicherung für den industriellen Bereich. Sie wurde am 15. Juni 1994 mit einem Stammkapital von 513 Millionen Rubeln gegründet. Die Gesellschaft ist auch in Ukraine, Kasachstan, dem Baltikum und anderen GUS-Staaten tätig.
Allianz ROSNO Life
vermittelt Lebensversicherungen. Sie wurde am 1. September 2004 mit einem Stammkapital von 102 Millionen Rubeln gegründet. Die Gesellschaft ist ein Joint-Venture mit der Allianz Group aus München.
Allianz Investment
wurde im Juni 2004 mit einem Stammkapital von 10 Millionen US-Dollar gegründet. Es verwaltet Anlagewerte von 160 Millionen US-Dollar.
Allianz Ukraine
ist als Versicherungsgesellschaft in der Ukraine tätig.